# Augustinern 65 (Quedlinburg)

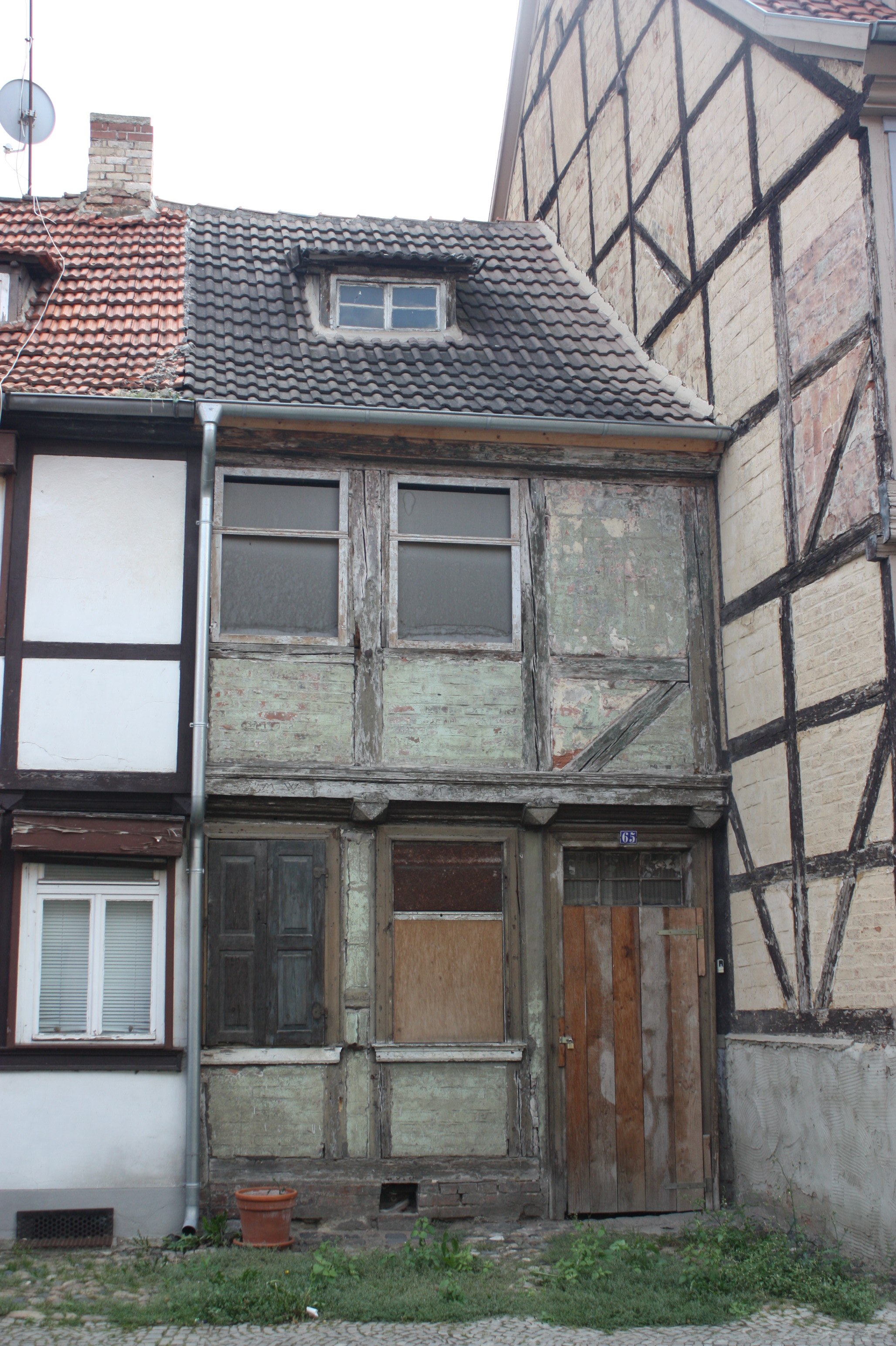
Haus Augustinern 65

Das Haus Augustinern 65 ist ein denkmalgeschütztes Gebäude in der Stadt Quedlinburg in Sachsen-Anhalt.
Es befindet sich im nördlichen Teil der historischen Quedlinburger Neustadt und gehört zum UNESCO-Weltkulturerbe. Im Quedlinburger Denkmalverzeichnis ist es als Wohnhaus eingetragen.

## Architektur und Geschichte
Das kleine, mit nur vier Gebinden sehr schmale Fachwerkhaus entstand nach einer am Gebäude befindlichen Inschrift im Jahr 1718. Zunächst bildete es mit dem benachbarten, nicht denkmalgeschützten Haus Augustinern 64 eine Einheit.
Es weist noch weitgehend die Fachwerksgestaltung seiner Entstehungszeit auf. Neben Pyramidenbalkenköpfen finden sich profilierte Stockschwelle und Füllhölzer sowie ein Fußband im Eckgefach.
Derzeit (Stand 2012) steht das Haus leer und ist sanierungsbedürftig.